# Сръбски филм
„Сръбски филм“ (на сръбски: Српски филм) е сръбски филм на ужасите от 2010 г., на режисьора Сърджан Спасоевич. Премиерата на филма е на 15 март 2010 г.

## Сюжет
Внимание:  Текстът по-долу разкрива сюжета на произведението (или части от него)!
```
актьорът Милош се среща с продуцента Вукмир, който му предлага да се снима в бъдещия му филм срещу доста солидна сума. Само че има едно условие, да не чете сценария преди началото на снимките. Милош се съгласява. Оказва се, че става дума за снъф филм и няма никакви граници, без значение дали става въпрос за убийство, литри кръв и непоносими мъчения…
```

## Актьорски състав
| Актьор            | Роля   |
| ----------------- | ------ |
| Сърджан Тодорович | Милош  |
| Сергей Трифунович | Вукмир |
| Елена Гаврилович  | Мария  |
| Катарина Жутич    | леля   |
| Слободан Бештич   | Марко  |
| Лука Миятович     | Стефан |